# Mullidar
El Mullidar es una localidad española del municipio de Liétor, perteneciente a la provincia de Albacete, en la comunidad autónoma de Castilla-La Mancha.

## Historia
Hacia mediados del siglo XIX, el lugar era mencionado como un caserío de Liétor. Aparece descrito en el noveno volumen del Diccionario geográfico-estadístico-histórico de España y sus posesiones de Ultramar de Pascual Madoz de la siguiente manera:

MULLIDAR: cas. en la prov. de Albacete, part. jud. de Hellin, térm. jurisd. de Lietor.
(Madoz, 1848, p. 682)

En 2022, tenía empadronados 21 habitantes.